# Nothofagus antarctica
A faia-antárctica (nome científico: Nothofagus antarctica; em inglês:  Antarctic beech; em castelhano:   ñire ou ñirre), é uma espécie de planta decídua nativa do sul do Chile e Argentina, onde cresce, principalmente, em conjunto com a Nothofagus pumilo, formando as florestas temperadas.
A sua presença na Ilha Hoste valia-lhe a distinção de árvore com distribuição mais a Sul do planeta Terra, porém, em 2019 asseverou-se que havia espécimes da Nothofagus betuloides ainda mais a Sul.

## Descrição
A espécie normalmente cresce de 10 a 25m de altura e tem um tronco fino com casca escamosa. As folhas são simples e alternativas, com bordas denteadas, muitas vezes viscosas, com uma cera de aroma doce, crescendo até cerca de 2-4 cm de comprimento . Tem folhas verdes que amarelam ou alaranjam no Outono.

## Cultivo
A espécie foi plantada na costa norte do Pacífico do Estados Unidos e na Grã-Bretanha, onde prospera. Foram também plantadas nas Ilhas Faroé, por apresentarem boa resistência, tendo sido importadas diretamente do ponto de distribuição mais austral da Terra do Fogo.